# RIP Medical Debt
A RIP Medical Debt é uma instituição de caridade 501(c)(3) baseada em Long Island City  focada na eliminação de dívidas médicas pessoais. Fundada em 2014 pelos ex-executivos de cobrança de dívidas Jerry Ashton e Craig Antico,  a instituição de caridade compra dívidas médicas no mercado de cobrança de dívidas e depois perdoa a dívida.  A instituição de caridade converte cada dólar contribuído em US$ 100 de alívio da dívida médica comprada. Os fundadores foram inspirados pelos esforços de eliminação de dívidas médicas do Occupy Wall Street.  A caridade ganhou atenção em 2016, quando o programa de TV Last Week Tonight with John Oliver os usou para transformar US$ 60.000 em US$ 15 milhões em perdão de dívidas.  Em junho de 2022, a instituição de caridade perdoou dívidas de mais de 2.800.000 indivíduos e famílias, totalizando mais de US$ 5 bilhões.  
Em janeiro de 2020, o jogador profissional de basquete Trae Young, do Atlanta Hawks, doou US$ 10.000 para a organização sem fins lucrativos para abolir um total de US$ 1.000.000 em dívidas médicas. 
Em dezembro de 2020, MacKenzie Scott, ex-esposa do fundador da Amazon, Jeff Bezos, doou US$ 50 milhões. 